# Садкова, Дарья Андреевна
Да́рья Андре́евна Садко́ва (род. 26 июня 2008, Йошкар-Ола) — российская фигуристка, выступающая в одиночном катании. Серебряный призёр чемпионата России по фигурному катанию 2025. Мастер спорта России (2024).

## Биография
Родилась 26 июня 2008 года в Йошкар-Оле.

### Спортивная карьера
Начала заниматься фигурным катанием в 2013 году в Йошкар-Оле, тренировалась у Оксаны Низовой, Ольги Язьковой и Людмилы Скворцовой. После переезда в Москву тренировалась у Михаила Магеровского в ЦСКА.
В начале сезона 2020/2021 стала тренироваться в группе Этери Тутберидзе в ЛД «Хрустальный».
Большую часть сезона 2021/2022 пропустила из-за травмы.

### Сезон 2022/2023
В сезоне 2022/2023 стала бронзовым призёром третьего этапа Гран-при России среди юниоров, серебряным призёром финала Гран-при России среди юниоров и серебряным призёром первенства России среди юниоров.

### Сезон 2023/2024
В сезоне 2023/2024 начала выступать среди взрослых спортсменов.
В ноябре 2023 года стала бронзовым призёром четвёртого и серебряным призёром пятого этапа Гран-при России. На чемпионате России заняла 8 место с результатом 214,65 баллов.
В феврале 2024 года в финале Гран-при России в Магнитогорске заняла 5 место с результатом 207,77 балла.

### Сезон 2024/2025
Начала сезон с победы на чемпионате города Москвы 2024 с результатом 206,61 балла. Заняла третье место на 2 этапе Гран-при России в Казани, набрав 210,63 балла. На 4 этапе Гран-при России в Москве завоевала серебро с суммой 224,93 балла.
Стала серебряным призёром чемпионата России, прошедшего в Омске, с суммой баллов 234,69.

## Программы
| Сезон   | Короткая программа                                                      | Произвольная программа                                                            |
| ------- | ----------------------------------------------------------------------- | --------------------------------------------------------------------------------- |
| 2024/25 | - «The House of the Rising Sun» The Animals в исполнении Хейли Рейнхарт | - «Je t’aime» Лара Фабиан                                                         |
| 2023/24 | - «Bring Me to Life» в исполнении Evanescence                           | - «Hello» - «Someone like You» - «Rolling in the Deep» в исполнении Адель         |
| 2022/23 | - «Concerto pour une voix» Франк Пурсель                                | - «Unchained Melody (Dance) / The Love Inside» (саундтрек к мюзиклу «Привидение») |
| 2021/22 | - «Be Italian» в исполнении Ферги                                       | - «Unchained Melody (Dance) / The Love Inside» (саундтрек к мюзиклу «Привидение») |
| 2020/21 | - «Be Italian» в исполнении Ферги                                       | - «Goodbye» Ян Качмарек - «Dance Rehersal» Ян Качмарек                            |
| 2019/20 | - «Big God» в исполнении Florence and the Machine                       | - «Goodbye» Ян Качмарек - «Dance Rehersal» Ян Качмарек                            |
| 2018/19 |                                                                         | - «Fetch» Ян Качмарек                                                             |

## Спортивные достижения
| Соревнования                    | 20/21                       | 21/22                       | 22/23                       | 23/24                       | 24/25                       |
| Национальные индивидуальные     | Национальные индивидуальные | Национальные индивидуальные | Национальные индивидуальные | Национальные индивидуальные | Национальные индивидуальные |
| ------------------------------- | --------------------------- | --------------------------- | --------------------------- | --------------------------- | --------------------------- |
| Чемпионат России                |                             |                             |                             | 8                           | 2                           |
| Финал Кубка России              |                             |                             | 2 юн.                       | 5                           |                             |
| Этапы Кубка России. I этап      | 7 юн.                       |                             |                             |                             |                             |
| Этапы Кубка России. III этап    |                             |                             | 3 юн.                       |                             |                             |
| Этапы Кубка России. IV этап     | 6 юн.                       |                             |                             | 3                           |                             |
| Этапы Кубка России. V этап      |                             | 7 юн.                       |                             | 2                           |                             |
| Национальные командные          |                             |                             |                             |                             |                             |
| Кубок Первого канала            |                             |                             |                             | 1                           |                             |
| Национальные юниорские          |                             |                             |                             |                             |                             |
| Первенство России среди юниоров |                             |                             | 2                           |                             |                             |